# Кандалакська затока

Біле море. Кандалакська затока ліворуч

66°55′00″ пн. ш. 32°45′00″ сх. д. / 66.916666666667° пн. ш. 32.75° сх. д.
Кандала́кська зато́ка (рос. Кандалакшский залив) — одна з чотирьох найбільших заток Білого моря (разом з Онезькою губою, Двінською губою і Мезенською губою).
Географічно затока омиває південне узбережжя Кольського півострова.
Адміністративно Кандалакська затока лежить у межах Мурманської області та Республіки Карелія на північному заході Російської Федерації.
У затоці лежать сотні дрібних островів шхерного типу.
Глибина біля західного краю затоки сягає 300 м, внутрішня акваторія мілководна.
На Кандалакській затоці знаходяться місця масового гніздування гаги звичайної біломорської популяції, інших водоплавних і прибережних, зупинки перелітних птахів. В акваторії затоки утворено Кандалакський заповідник.
На північно-західному краю затоки розташоване місто Кандалакша.
З моменту початку дегляціації швидкість післяльодовикового відскоку в затоці Кандалакша змінювалася. З часу підняття Білого моря до рівня Світового океану вздовж південного узбережжя затоки склало 90 м. 9500—5000 років тому швидкість підйому становила 9—13 мм/рік. до Атлантичного періоду швидкість підйому знизилася до 5—5,5 мм/рік, але потім ненадовго пришвидшилась перед тим, як досягти, нинішньої швидкості підйому 4 мм/рік.

## Галерея

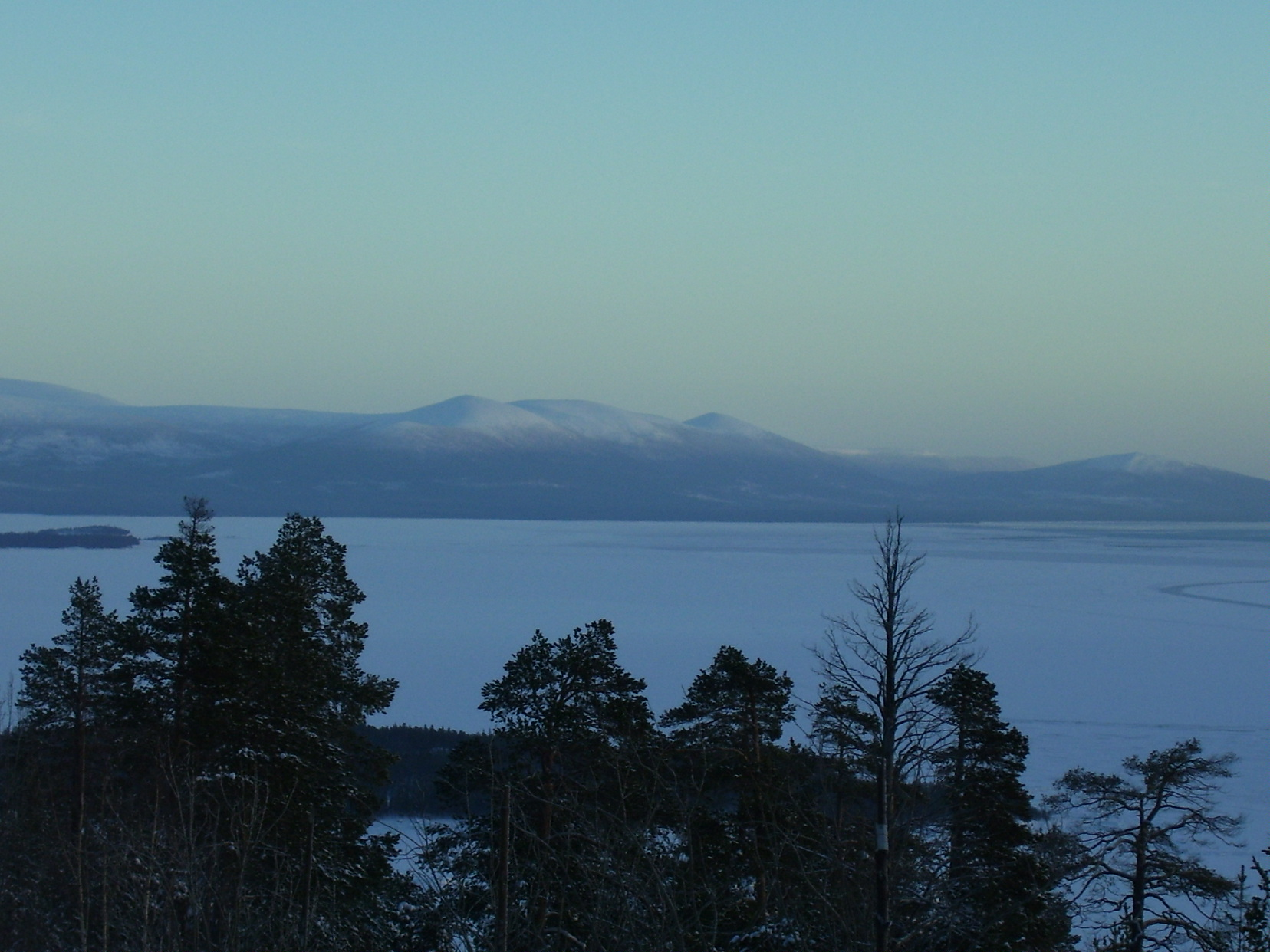
Кандалакська затока у сутінках
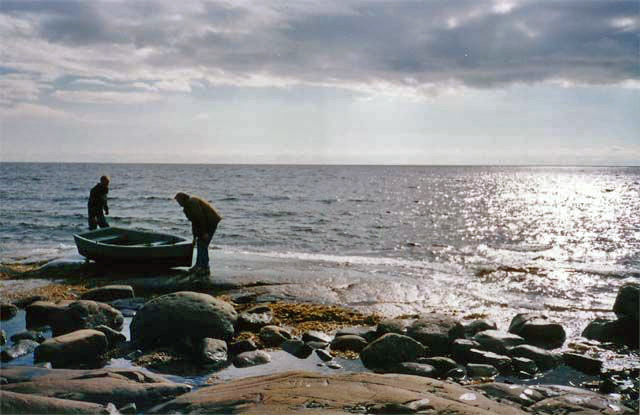
Рибалки на березі затоки
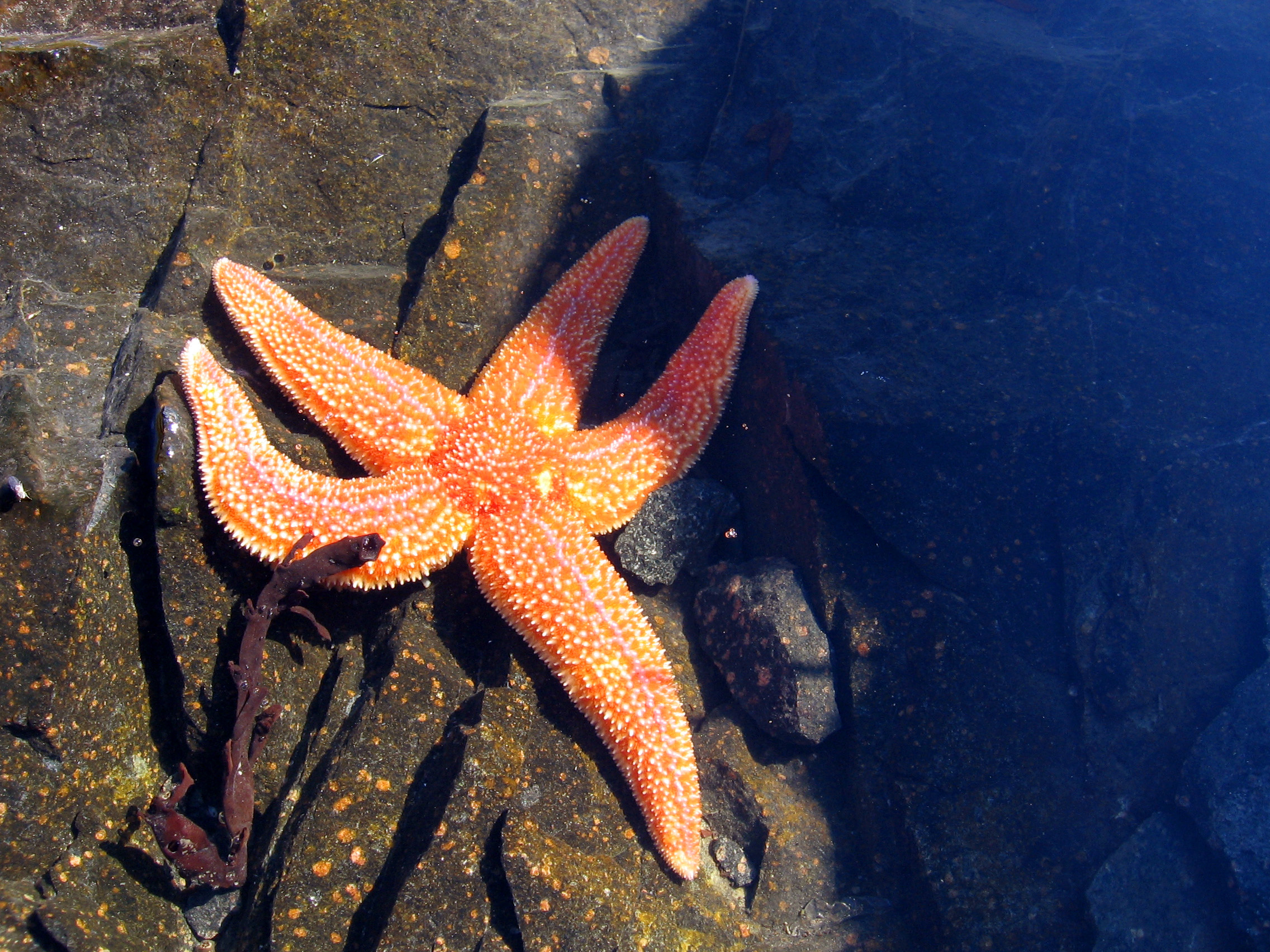
Морська зірка у воді Кандалакської затоки